# 大阪東京海上日動ビルディング
大阪東京海上日動ビルディング（おおさかとうきょうかいじょうにちどうビルディング）は、大阪市中央区の大阪ビジネスパーク（OBP）の一角にあるオフィスビル。1990年（平成2年）11月に「大阪東京海上ビルディング」として竣工し、東京海上日動火災保険の発足に伴い名称を変更した。

## 概要
東京海上火災保険の大阪支店ビルとして企業イメージを代表するとともに、西日本の拠点となるべく計画されたインテリジェントビルである。27階建ての高層棟をメインに、北側読売テレビ本社（現：ytv京橋ビル）との狭間に配置された3階建ての低層棟、さらに敷地西側中央広場に接して設けられた地下1階のサンクンガーデン、これら3つによっておおまかに施設が構成される。
高層棟は4階以上をオフィスエリアとすることによってパブリックエリアとの明確な分離を行い、オフィスにとって必要とされるセキュリティーの確保と機能分化が図られている。その結果、3階までを吹き抜いて構成されたエントランスホールは、低層棟と各フロアーと一体的に使えるパブリックエリアとなった。低層棟3層は各スペースとも東京海上の自用スペースとして計画され、パブリックな機能を持つ施設を収容し、在館テナントや、来館者にも利用できるようなオペレーション形式が検討され、多様化が図られている。中央広場の一部ともなるように計画されたサンクンガーデンは、「公園の中のビジネス街」にふさわしい開かれた施設を提供することを意図している。ビジネスランチのサービスだけでなく、週末や休日、アフターファイブにも賑わいのある街とするため設けられた。
基準階は片側コアで、リニアに計画されたコア内動線は、日常動線と避難動線を一致させて安全性を高めている。無柱空間によってつくり出されたワンルーム1,345㎡の事務スペースには、片側コアプランの持つ利点が生かされ、南側に広がる大阪城公園の良好な外部環境が充分に取り入れられた。
ビル内には東京海上日動火災保険のオフィス、各種企業、クリニック、店舗が入る。

## 構造
構造設計を播繁が担当し、ダークグレーの柱がビル全体を格子状に覆うように露出させた構造とすることで、ビル風を起こさせない工夫がなされている。この特徴的な構造・外観が評価され、1992年のBCS賞（OBP内のクリスタルタワーも同時受賞）、松井源吾賞、1993年の大阪まちなみ賞大阪府建築士会長賞を受賞した。

## 交通アクセス
- JR・京阪・地下鉄 京橋駅
- JR大阪城公園駅
- Osaka Metro長堀鶴見緑地線 大阪ビジネスパーク駅
- 大阪水上バス 大阪城港